# アーベル曲面
数学では、アーベル曲面 (abelian surface) とは、（複素）次元が 2 であるアーベル多様体を言う。
1次元の複素トーラスは、まさに楕円曲線であり、すべて代数的であるが、リーマンは、次元が 2 であるほとんどの複素トーラスは代数的でないことを発見した。代数的なトーラスのことをアーベル曲面と言い、それらはちょうど2次元のアーベル多様体である。その理論の大半は、高次元のトーラスやアーベル多様体の理論の特別な場合である。（同種を除いて）曲面が 2つの楕円曲線の積となる条件は、19世紀に盛んに研究された。
不変量： 多重種数(plurigenera)がみな 1 である。アーベル曲面は、S1×S1×S1×S1 に微分同相であるので、基本群は Z4 である。
ホッジダイアモンド：
　　　　1
　　2　　　2
1　　　4　　　1
　　2　　　2
　　　　1
例： 2つの楕円曲線の積。種数 2 の曲線のヤコビ多様体。